# Аутоасфиксиофилия
Аутоасфиксиофилия, асфиксиофилия, сексуальная/эротическая асфиксия, сексуальное/эротическое удушение, игры с контролем дыхания — форма аномальной сексуальной активности, связанная с использованием средств, ограничивающих доступ кислорода в лёгкие и/или к головному мозгу для усиления ощущений, связанных с сексуальной разрядкой.
Возбуждение возникает при кратковременном ограничении подачи кислорода к головному мозгу и накоплении в мозгу углекислого газа. Вызывает состояние головокружения и сильного расслабления всего тела, сопровождающегося половым возбуждением. Является одной из форм БДСМ-практик, родственные методы, связанные с получением эйфории и других эффектов, без сексуального удовольствия — игры с асфиксией и холотропное дыхание.
Осуществляется чаще всего либо наложением на горло петли из толстой верёвки (ремня, тряпичной ленты) и кратковременным сильным затягиванием с последующим ослаблением, либо натягиванием герметичного пакета на голову с перетягиванием его на шее — так называемый бэггинг (от английского bagging, производного от bag — мешок).
Является достаточно опасной практикой и требует обязательного контроля со стороны партнёра, так как может привести к потере сознания и обездвиживанию партнёра. Практика в одиночку связана с серьёзным риском для жизни субъекта: в США, по оценкам специалистов, ежегодно наблюдается от двухсот до одной тысячи случаев аутоэротической смерти, связанной с подобного рода действиями.

## Методы
Обычно используются следующие методы ограничения поступления кислорода в мозг:
- Странгуляционный (удавки, повешение).
- Компрессионный (сдавливание грудной клетки или живота).
- Перекрытие поступления воздуха в рот и нос или помещение головы в герметичную ёмкость: противогаз, пакет, воду и т. д.
- Употребление химических веществ.
- Перекрытие дыхательных путей тряпками, клейкой лентой и пр.

## Характеристика жертв аутоасфиксиофилии
Как правило, асфиксиофил скрывает свои занятия ото всех, даже от самых близких людей, поэтому об этом становится известно лишь в случае, когда такая активность приводит к смерти. Большинство известных асфиксиофилов — мужчины, средний возраст на момент смерти — 26,5 лет. Достаточно часто подобные увлечения появляются в подростковом возрасте.
Примерно у 11 % аутоасфиксиофилов наблюдаются садомазохистские наклонности, связанные с совершением соответствующих действий, а 20 % — переодеваются в женскую одежду при своей активности.
Асфиксиофилы-мужчины используют сложные приспособления, позволяющие им избежать смертельного исхода; женщины, напротив, склонны к использованию простейших средств достижения гипоксии. Часто акт асфиксии совершается перед зеркалом или видеокамерой.